# Kiskunhalas (nádraží)
Kiskunhalas je železniční stanice v maďarském městě Kiskunhalas, které se nachází v župě Bács-Kiskun. Stanice byla otevřena v roce 1882, kdy byla zprovozněna trať mezi Budapeští a Bělehradem.

## Provozní informace
Stanice má 5 nástupních hran. Ve stanici je možnost zakoupení si jízdenky a je elektrifikovaná střídavým proudem 25 kV, 50 Hz. Provozuje ji společnost MÁV.

## Doprava
Stanice je hlavním nádražím ve městě. Zastavují zde 2 páry mezinárodních expresů v trase Budapešť–Subotica. Dále zde zastavuje nebo začíná několik osobních vlaků do Baji, Budapešti, Kelebie a Kecskemétu.

## Tratě
Stanicí procházejí tyto tratě:
- Budapešť–Kunszentmiklós-Tass–Kelebia (MÁV 150)
- Kiskunhalas–Bátaszék (MÁV 154)
- Kiskunhalas–Kiskunfélegyháza (MÁV 155)

## Galerie

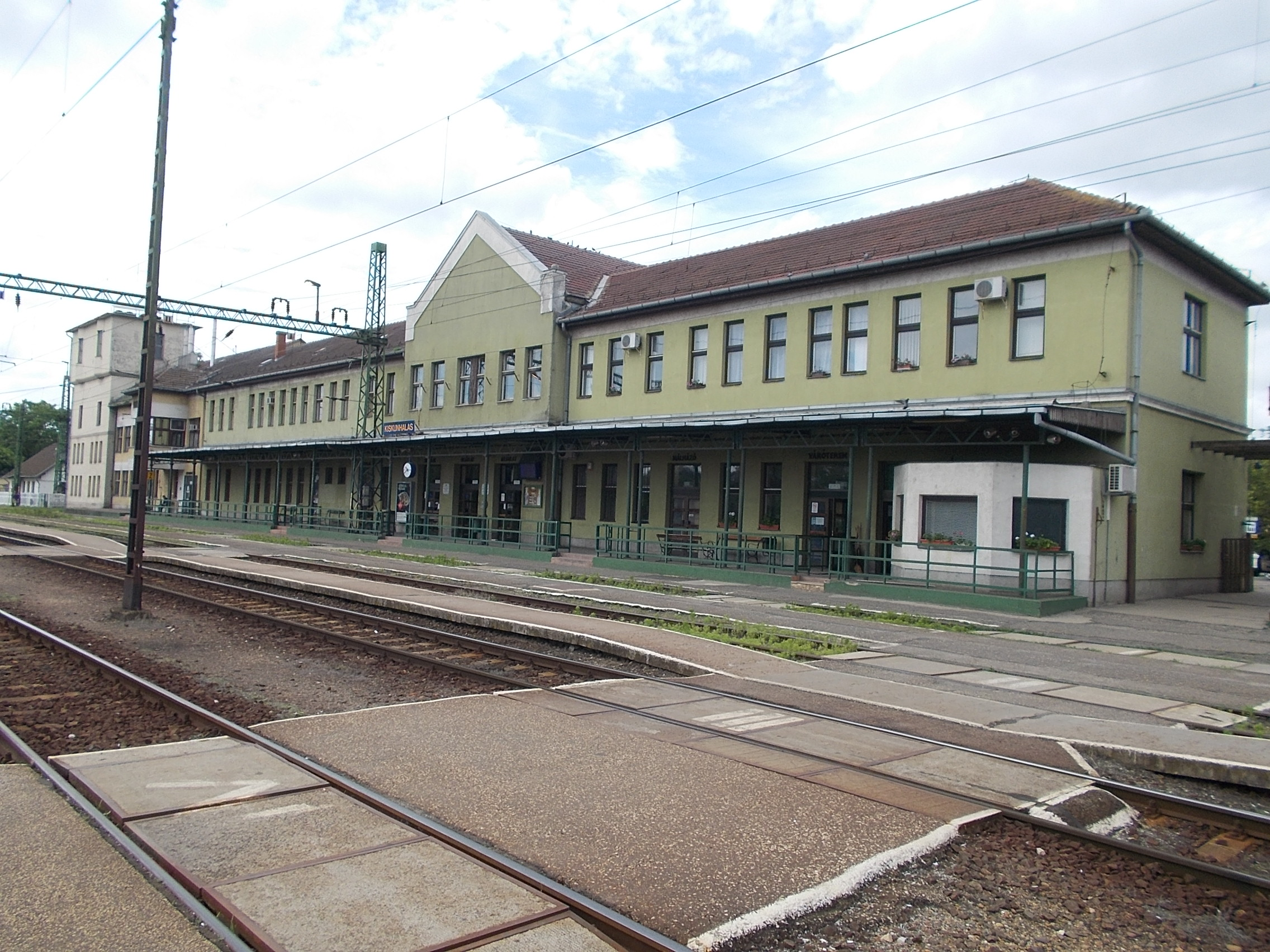
Pohled na staniční budovu.
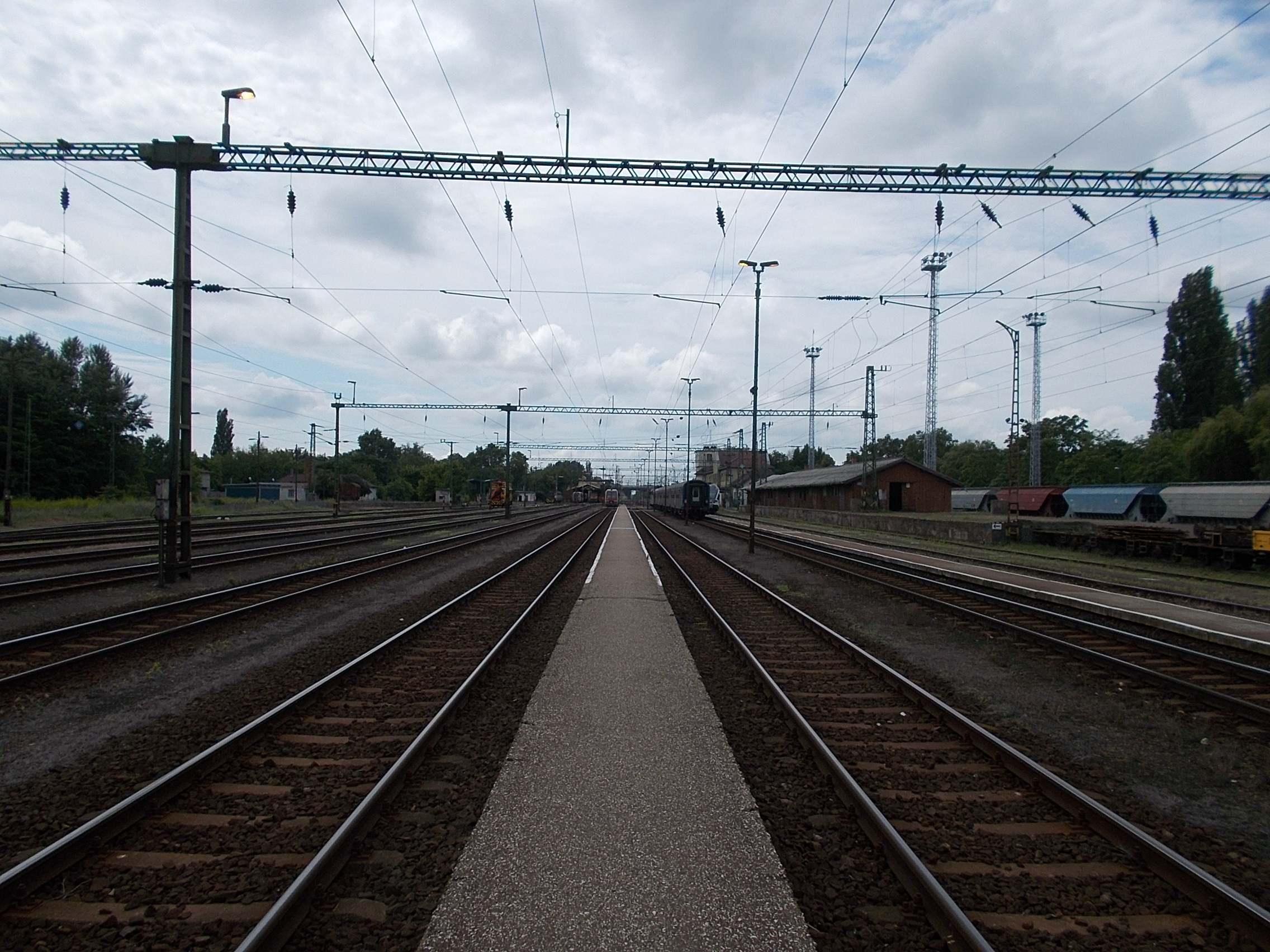
Pohled na stanici.
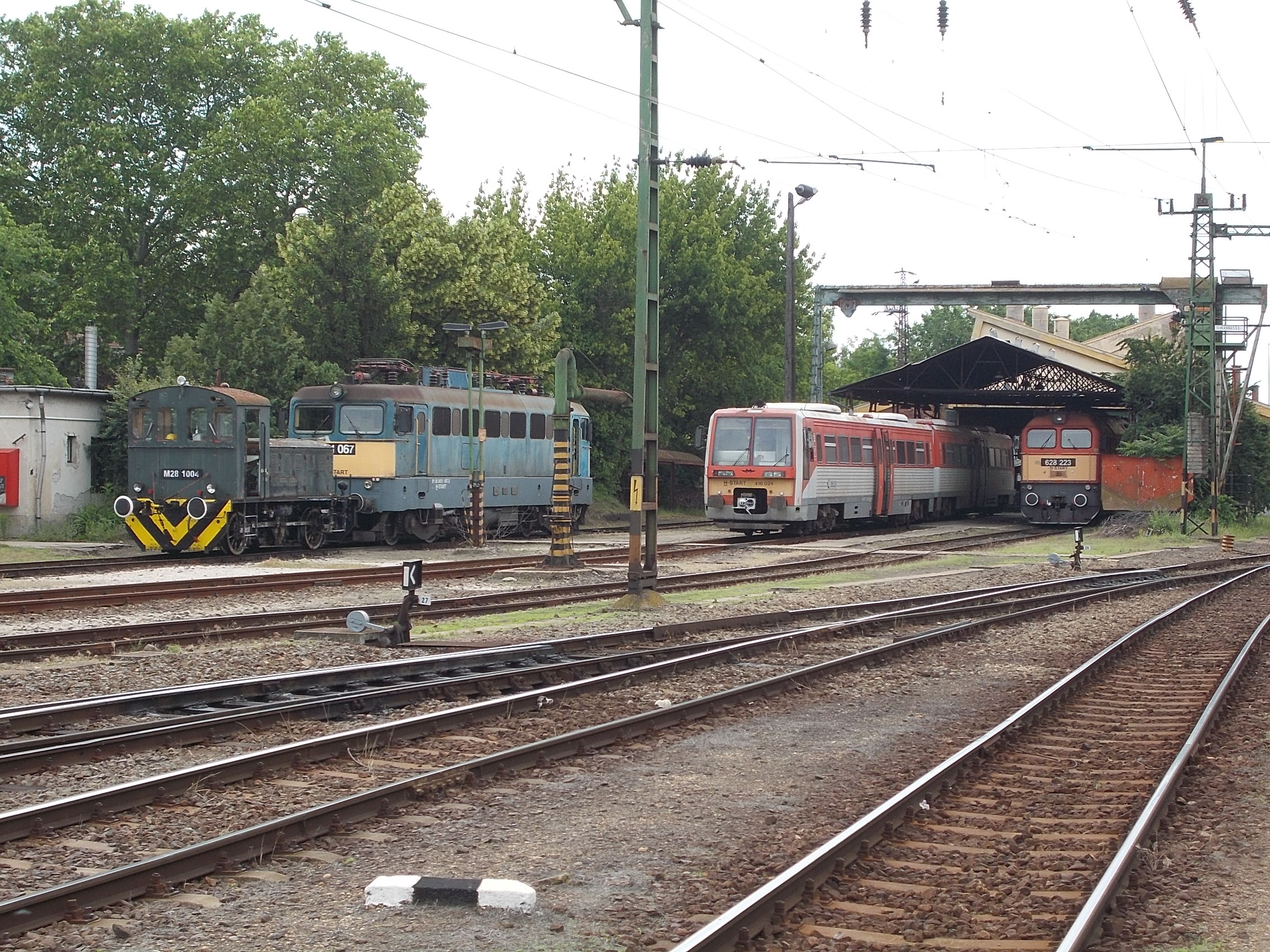
Pohled na zdejší depo.
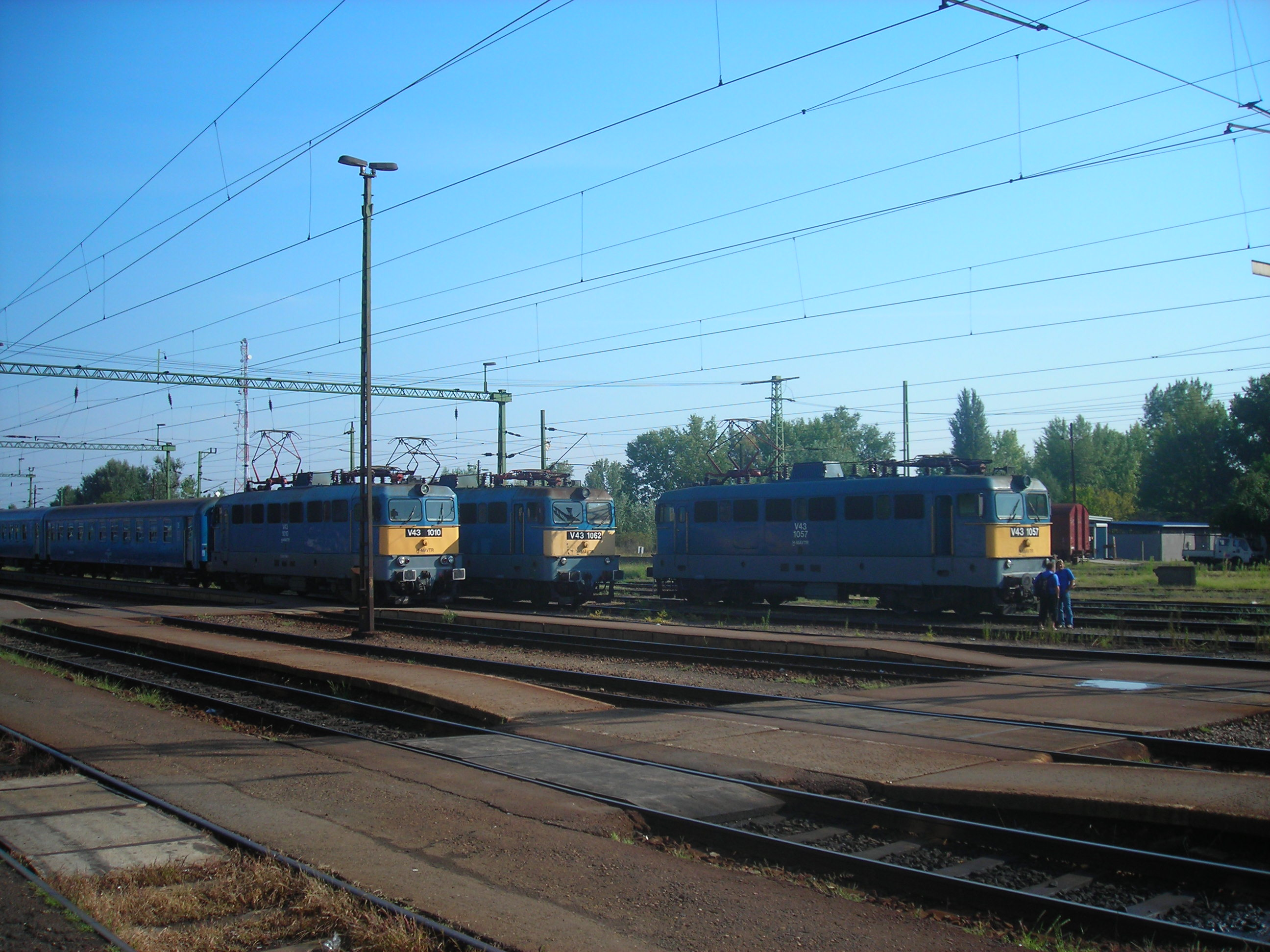
Lokomotivy V43 ve stanici.